# Dewevrea
Dewevrea es un género de plantas con flores con dos especies perteneciente a la familia Fabaceae.

## Taxonomía
El género fue descrito por Marc Micheli y publicado en Bull. Soc. Roy. Bot. Belgique 37: 47. 1898.

## Especies aceptadas
A continuación se brinda un listado de las especies del género Dewevrea aceptadas hasta julio de 2014, ordenadas alfabéticamente. Para cada una se indica el nombre binomial seguido del autor, abreviado según las convenciones y usos.
- Dewevrea bilabiata Micheli
- Dewevrea gossweileri Baker f.